# Alaksandr Żuryk
Alaksandr Alaksandrawicz Żuryk (błr. Аляксандр Аляксандравіч Журык, ros. Александр Александрович Журик – Aleksandr Aleksandrowicz Żurik; ur. 29 maja 1975 w Mińsku) – białoruski hokeista, reprezentant Białorusi, dwukrotny olimpijczyk. Trener hokejowy.

## Kariera zawodnicza
- Dynama Mińsk (-1993)
- Kingston Frontenacs (1993-1995)
- Cape Breton Oilers (1995-1996)
- Hamilton Bulldogs (1996-1998)
- Dinamo Moskwa (1998-1999)
- Hamilton Bulldogs (1999-2000)
- Awangard Omsk (2000-2001)
- Krylja Sowietow Moskwa (2001-2002)
- Spartak Moskwa (2002)
- CSKA Moskwa (2002-2004)
- Chimik Woskriesiensk (2004)
- HK MWD Bałaszycha (2004-2005)
- Junost' Mińsk (2005)
- Dynama Mińsk (2005-2008)
- Krylja Sowietow Moskwa (2008-2009)

Wychowanek Junosti Mińsk. W drafcie NHL z 1993 został wybrany przez Edmonton Oilers. Wówczas wyjechał do Kanady i od 1993 do 1995 występował w kanadyjskiej juniorskiej lidze OHL w ramach CHL. Następnie od 1995 do 1998 i od 1999 do 2000 grał w amerykańskiej lidze AHL. W kolejnych latach występował w klubach rosyjskich, a później także na Białorusi.
Uczestniczył w turniejach zimowych igrzysk olimpijskich 1998, 2002 oraz mistrzostw świata w 1999 (Dywizja I), 2001 (Elita), 2002 (Dywizja I), 2005, 2005, 2006, 2007, 2008.

## Kariera trenerska
- Reprezentacja Białorusi (2014/2015), asystent trenera
- HK MWD Bałaszycha (2015), asystent trenera
- Dinamo Bałaszycha (2015-), asystent trenera
- MHK Dinamo Moskwa (2017), asystent trenera
- MHK Dinamo Moskwa (2017-2019), główny trener
- Dynama Mińsk (2019-2020), asystent trenera
- Mietałłurg Nowokuźnieck (2020-2021), asystent trenera
- Dinamo Moskwa do lar 16 (2021-), główny trener

Po zakończeniu kariery zawodniczej został trenerem hokejowym. Objął funkcję asystenta selekcjonera reprezentacji Białorusi, którą pełnił podczas mistrzostw świata w 2015. Do grudnia 2015 był asystentem w klubie HK MWD Bałaszycha w lidze juniorskiej MHL, a od tego czasu do 2017 był asystentem w zespole Dinamo Bałaszycha w WHL. Następnie przeszedł do pracy w zespole MHK Dinamo Moskwa (MHL), gdzie do końca grudnia 2017 był asystentem, po czym został mianowany głównym trenerem. W lipcu 2019 wszedł do sztabu Dynama Mińsk. W maju 2020 wszedł do sztabu trenerskiego Mietałłurga Nowokuźnieck. Od maja do listopada 2023 był trenerem zespołu HK Tambow. W listopadzie 2023 wszedł do sztabu trenerskiego zespołu Russkie Witiazi Czechow.

## Sukcesy
Reprezentacyjne zawodnicze
- Czwarte miejsce w turnieju zimowych igrzysk olimpijskich: 2002
- Awans do Elity mistrzostw świata: 2002, 2004

Klubowe zawodnicze
- Złoty medal mistrzostw Białorusi: 1993 z Tiwali Mińsk, 2005 z Junostią Mińsk, 2007 z Dynama Mińsk
- Leyden Trophy: 1995 z Kingston Frontenacs
- Mistrzostwo konferencji AHL: 1997 z Hamilton Bulldogs
- Brązowy medal mistrzostw Rosji: 1999 z Dinamem Moskwa
- Srebrny medal mistrzostw Rosji: 2001 z Awangardem Omsk
- Złoty medal wyższej ligi: 2005 z MWD Bałaszycha

Indywidualne
- AHL 1996/1997: Mecz Gwiazd AHL

Wyróżnienia
- Zasłużony Mistrz Sportu Republiki Białorusi (2002)[9]

Trenerskie
- Złoty medal WHL /  Puchar Bratina: 2017 z Dinamem Bałaszycha